# Montalbano (sottozona vinicola)
Montalbano è una delle sottozone di produzione del vino Chianti.

## Storia
La sottozona Montalbano fu istituita con DM del 31 luglio 1932 e da allora è rimasta invariata sia con la costituzione della DOC nel 1967 che poi con la costituzione della DOCG nel 1984.

## Area geografica
La sottozona è situata sul Montalbano a cavallo tra le province di Firenze, Pistoia e Prato. I maggiori centri all'interno della sottozona Montalbano sono: Capraia e Limite, Carmignano (centro famoso sin dall'antichità per la produzione dell'omonimo vino), Lamporecchio, Larciano, Quarrata e Vinci.

## Vini prodotti
- Chianti DOCG
- Chianti Montalbano DOCG
- Chianti Superiore DOCG
- Carmignano DOCG (solo nel comune di Carmignano)
- Barco Reale di Carmignano DOC (solo nel comune di Carmignano)
- Vin Santo del Chianti DOC
- Colli dell'Etruria Centrale DOC
- Toscana IGT